# گرگینه‌ها (فیلم ۲۰۰۶)
گرگینه‌ها (به انگلیسی: Skinwalkers) یک فیلم اکشن و ترسناک آمریکایی-کانادایی محصول سال ۲۰۰۶ است. این فیلم توسط لاینزگیت و افتر دارک فیلمز در ایالات متحده منتشر شد و بر گرگینه‌ها تمرکز دارد. به کارگردانی جیمز آیزاک با بازی جیسون بهر، الیاس کوتیاس، رونا میترا و تام جکسون می‌باشد. این فیلم در ابتدا برای اکران در سینماها در ۱ دسامبر ۲۰۰۶ اعلام شد، اما تا ۱۰ اوت ۲۰۰۷ به تعویق افتاد.

## داستان
دو دسته از گرگینه‌ها که بر اساس اصول تقسیم شده‌اند، توسط ماه از آمدن یک پیشگویی باستانی خبر می‌دهند. پسر جوانی به نام تیموتی (متیو نایت) به تولد ۱۳ سالگی خود نزدیک می‌شود، غافل از اینکه این زمان دگرگونی او را نشان می‌دهد. تیموتی توسط مادربزرگش نانا (باربارا گوردون)، مادرش راشل (رونا میترا)، عمویش جوناس (الیاس کوتاس)، پسر عمویش کاترین (سارا کارتر) و دوست پسر کاترین، آدام (شان رابرتس) بزرگ شده‌است. گفته می‌شود پدرش مرده‌است.

## بازخوردها
در وب‌سایت جمع‌آوری نقد راتن تومیتوز، این فیلم بر اساس ۳۸ نقد، با میانگین امتیاز ۳٫۵ از ۱۰، و دارای ۱۳ درصد تأیید شده‌است. اجماع انتقادی این سایت می‌گوید: «این فیلم پروژه‌ای است با نقش‌آفرینی وحشیانه که سکانس‌های اکشن غیراصلی و نادرست آن بینندگان را به یاد فیلم‌های گرگینه و اکشن بسیار بهتری می‌اندازد».